# クロロゴニウム
クロロゴニウム（Chlorogonium）は緑藻綱ボルボックス目（オオヒゲマワリ目）に属する単細胞の鞭毛虫からなる属である。

## 生態と特徴
湖沼などの淡水域に生息する。

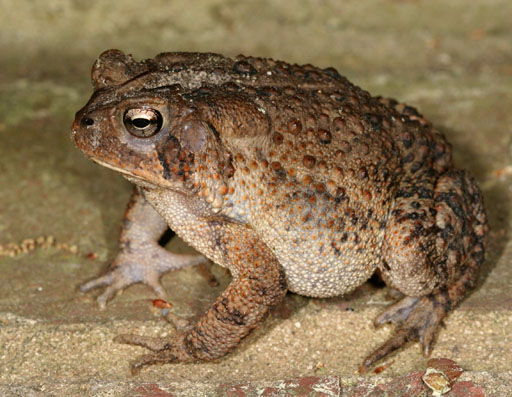
アメリカヒキガエル Bufoorussamericanus

単細胞性（群体にならず、1つの細胞で生活する）で、細胞は細長く、後ろの方は尖っている。細胞の長さは、23-50 µm。 前の方は細くなり、その先端から2つの鞭毛が出ている。その鞭毛の長さは細胞の長さの約半分である。細胞の中央の核は、葉緑体がないため、白く見える。
クロロゴニウムには、アメリカヒキガエル Bufo americanusとの相利共生関係があり、アメリカヒキガエルがクロロゴニウムで覆われると、オタマジャクシがより速く成体「蛙」に変態する
。